# (31027) 1996 HQ
1996 إتش كيو (ويعرف أيضًا باسم (31027) 1996 إتش كيو وفق تسمية الكوكب الصغير) (بالإنجليزية: 1996 HQ) هو كويكب ضمن حزام الكويكبات؛ وترتيبه 31027 من حيث الاكتشاف.
اكتُشف هذا الجُرم الفلكي بواسطة لينكا كوتكوفا في 18 أبريل 1996.

## وصلات خارجية
- (31027) 1996 HQ في قاعدة بيانات مختبر الدفع النفاث لأجرام النظام الشمسي الصغيرة

- الاكتشاف · مخطط المدار ·  العناصر المدارية · المعلمات المادية

- (31027) 1996 HQ على موقع ويكي سكاي: DSS2, SDSS, GALEX, IRAS, Hydrogen α, X-Ray, Astrophoto, Sky Map, Articles and images